# Orto botanico del Monte Baldo
L'orto botanico del Monte Baldo è un orto botanico che occupa un'area di 20000 metri quadrati in località Novezzina nel territorio del comune di Ferrara di Monte Baldo nel veronese, a 1232 m di altitudine s.l.m. sul Monte Baldo. È intitolato all'ispettore forestale Vittorio Pellegrini (1851-1927) e occupa l'area che fino agli anni settanta era adibita a vivaio forestale del Corpo Forestale dello Stato. L'orto è stato realizzato dalla locale Comunità Montana.

## Descrizione
Il Monte Baldo, detto Hortus Europae ("Giardino d'Europa") per la sua ricchezza floristica, di ambienti e di specie, è un ecosistema isolato e per questo motivo molte specie botaniche portano la denominazione di Baldense: per esempio, l'Anemone baldensis, il Galium baldensis, la Knautia baldensis.
Nell'orto botanico sono raccolte circa 700 specie, di cui la maggior parte esclusivamente locali e scoperte dai botanici nei secoli scorsi proprio qui per la prima volta. Molte di queste specie sono erbe officinali.

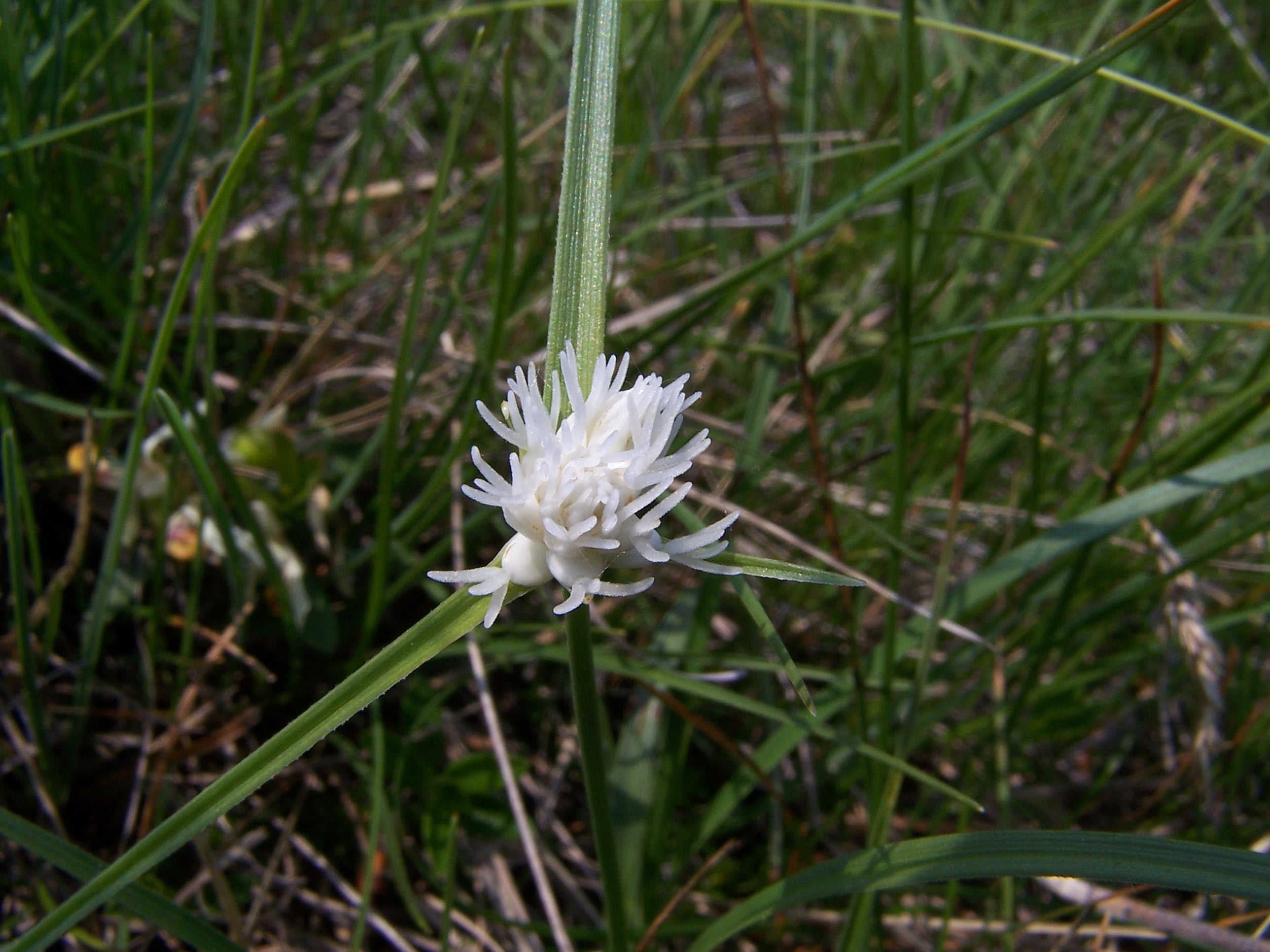
Carex baldensis

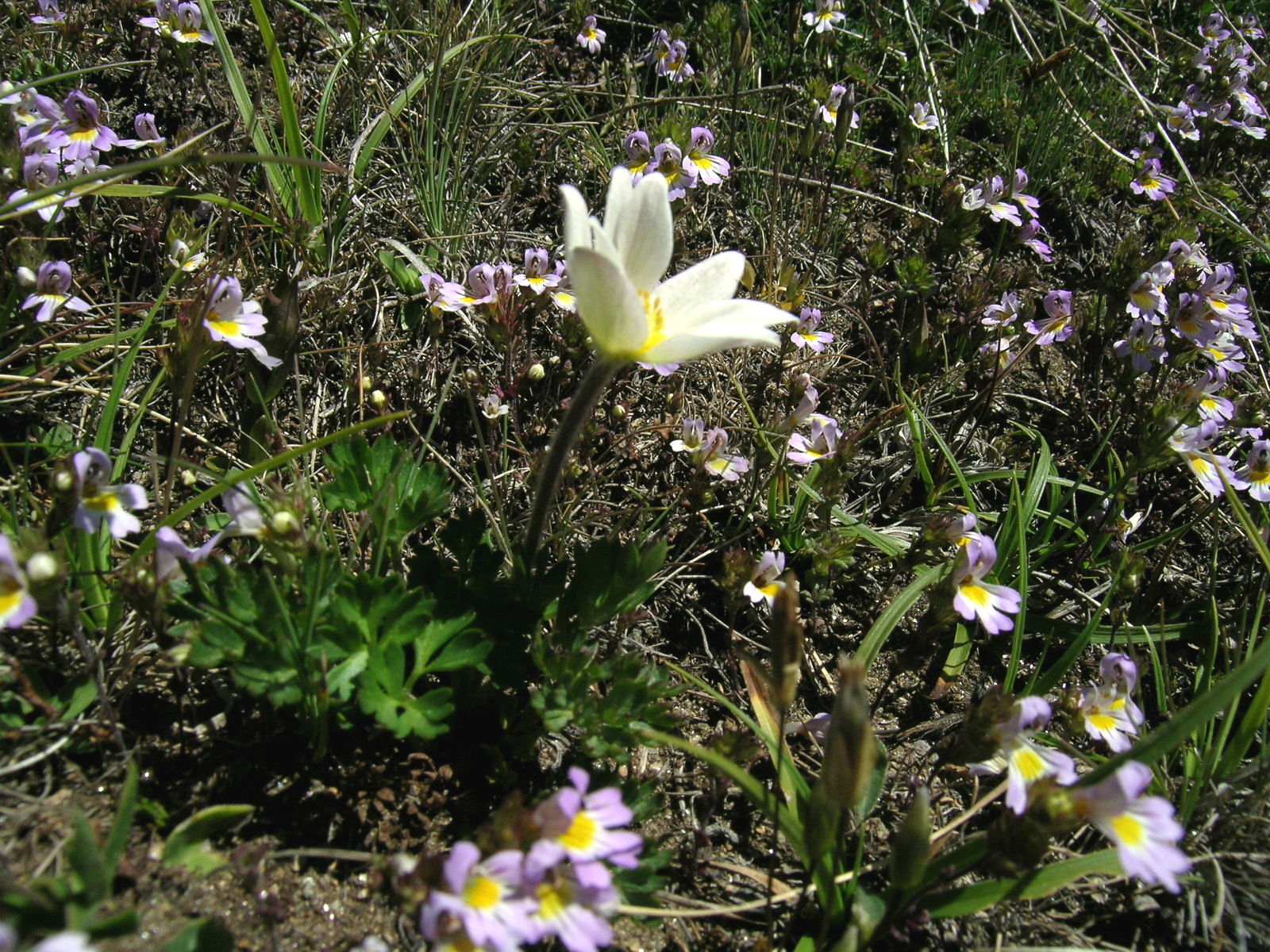
Anemone baldensis